# Kristof Serrand
Kristof Serrand est un animateur français né à Rennes. Il est actuellement un des superviseurs de l'animation chez Netflix.

## Biographie
Kristof Serrand étudie aux Gobelins avant de joindre l'équipe de Gaumont puis celle de DreamWorks en 1995 et enfin Netflix en 2020.

## Filmographie
- 1984 : Dessine-moi un marin
- 1985 : Astérix et la Surprise de César
- 1986 : Astérix chez les Bretons
- 1988 : La Table tournante
- 1989 : Astérix et le Coup du menhir
- 1991 : Fievel au Far West
- 1993 : Les Quatre Dinosaures et le Cirque magique
- 1995 : Balto
- 1998 : Le Prince d'Égypte
- 2000 : La Route d'Eldorado
- 2002 : Spirit, l'étalon des plaines
- 2003 : Sinbad : La Légende des sept mers
- 2004 : Gang de requins
- 2006 : Nos voisins, les hommes
- 2010 : Dragons
- 2013 : Les Croods
- 2014 : Dragons 2
- 2014 : Les Pingouins de Madagascar
- 2016 : Kung Fu Panda 3
- 2018 : Bird Karma
- 2019 : Dragons 3 : Le Monde caché
- 2019 : Abominable